# Bill Holland
Bill Holland   (Filadèlfia, 18 de desembre de 1907 - Tucson, 19 de maig de 1984) va ser un pilot estatunidenc de curses automobilístiques. Holland va ser campió en diverses categories abans de córrer a la Champ Car a les temporades 1947-1953 incloent-hi la cursa de les 500 milles d'Indianapolis de diversos d'aquests anys.
Holland va ser diagnosticat amb malaltia d'Alzheimer el novembre de 1983 i va morir per complicacions de la malaltia el 20 de maig de 1984. S'havia mantingut actiu durant tota la seva vida i anava regularment en bicicleta durant 50 milles per dia fins un any abans de la seva mort.

## Resultats a la Indy 500
| Any    | Cotxe  | Sortida | Vel. mitja | Ranking | Final  | Voltes | V. líder | Retirat    |
| ------ | ------ | ------- | ---------- | ------- | ------ | ------ | -------- | ---------- |
| 1947   | 16     | 8       | 128.755    | 1       | 2      | 200    | 143      | Va acabar  |
| 1948   | 2      | 2       | 129.515    | 3       | 2      | 200    | 0        | Va acabar  |
| 1949   | 7      | 4       | 128.673    | 9       | 1      | 200    | 146      | Va GUANYAR |
| 1950   | 3      | 10      | 130.482    | 21      | 2      | 137    | 8        | Va acabar  |
| 1953   | 49     | 28      | 137.868    | 2       | 15     | 177    | 0        | Motor      |
| Totals | Totals | Totals  | Totals     | Totals  | Totals | 914    | 297      |            |

| Curses       | 5   |
| Poles        | 0   |
| Voltes líder | 297 |
| Victòries    | 1   |
| Top 5        | 4   |
| Top 10       | 4   |
| Retirades    | 1   |

## A la F1
El Gran Premi d'Indianapolis 500 va formar part del calendari del campionat del món de la Fórmula 1 entre les temporades 1950 a la 1960.
Els pilots que competien a la Indy durant aquests anys també eren comptabilitats pel campionat de la F1.
Bill Holland va participar en 2 curses de F1, debutant al Gran Premi d'Indianapolis 500 del 1950.

### Palmarès a la F1
- Participacions: 2
- Poles: 0
- Voltes Ràpides: 0
- Victòries: 0
- Pòdiums: 1
- Punts vàlids per la F1: 6